# Stenothericles zambiae
Stenothericles zambiae är en insektsart som beskrevs av Marius Descamps 1977. Stenothericles zambiae ingår i släktet Stenothericles och familjen Thericleidae. Inga underarter finns listade i Catalogue of Life.